# Fred Kistenkas
Frederik Hendrik Kistenkas (Zeist, 27 juni 1959) is een Nederlands jurist en publicist.
Kistenkas was van 1983-2003 wetenschappelijk medewerker bij de vakgroep Staatsrecht van de Faculteit der Rechtsgeleerdheid van de Universiteit van Amsterdam (UvA) en van 2003-2023 universitair hoofddocent milieurecht aan Wageningen University & Research (WUR). Hij promoveerde in 1989 aan de UvA op een proefschrift over de vrijheid van meningsuiting. Hij schreef naast diverse leerboeken en Engelstalige wetenschappelijke publikaties ook een bundel over het verval van de rechtsstaat naar beleidsstaat en van de universiteit naar veredelde scholengemeenschap. Deze bundel kwam uit naar aanleiding van zijn honderdste column in het Vakblad Natuur Bos Landschap en was tevens zijn afscheidsbundel aan Wageningen Universiteit. Kistenkas publiceerde veel over politiek, natuurbescherming, ruimtelijke ordening, universitair onderwijs, beleid en recht, maar schreef ook literaire essays, onder andere voor het literaire voetbaltijdschrift Hard gras. 
Hij was redacteur van diverse rechtswetenschappelijke tijdschriften. Zo was hij onder meer redacteur Nederland van het Tijdschrift voor Bestuurswetenschappen & Publiekrecht te Brussel, maar ook was hij redacteur van niet-juridische uitgaven zoals Landschap. Van 1989 tot 1999 verzorgde Kistenkas de rubriek 'onverbindende regelgeving' voor het Tijdschrift voor Wetgevingsvraagstukken RegelMaat en sinds 2007 is hij met zijn rubriek Juridica vaste columnist voor Vakblad Natuur Bos Landschap. Hij is alumnus van het Jordan Montessori Lyceum Utrecht (gymnasium 1971-1977).

## Omgevingswet
In 2020 baarde Kistenkas opzien toen zijn kritische artikel in De Volkskrant over de voorgenomen Omgevingswet aanleiding gaf tot diverse kamervragen. Kistenkas had een vernietigende wetsevaluatie over een soortgelijke integrale wetgevingsoperatie ontdekt in Nieuw-Zeeland. Als enig ander land ter wereld experimenteerde ook Nieuw-Zeeland met een integrale omgevingswet voor ruimtelijke ordening en alle milieu-aspecten, maar daar wilde men er na dertig jaar juist weer vanaf; vooral door te veel decentralisatie en het ondersneeuwen van sectorale milieubelangen. Vanuit de Tweede Kamer werd daarop gevraagd om ook de voorgenomen Nederlandse Omgevingswet te heroverwegen.
Overigens had Kistenkas eerder al in 2013 kritiek en er als eerste voor gepleit om het in andere wetenschappelijke disciplines reeds gangbare begrip van ecosysteemdienst ook in die voorgenomen Omgevingswet als nieuw rechtsbegrip te introduceren. Door ecosysteemdiensten ook in de rechtswetenschappen te erkennen zouden volgens hem de milieutoetsen en de ruimtelijke ordening verder verbeterd kunnen worden.  

## Publikaties (selectie)

### Essays
- Veendam, verbonden door de ondergang in: Hard gras 2025, nr 162, ISBN 978 90 2636 874 5
- Een odyssee naar 'voetbalstad' Belfast in: Hard gras 2025, nr 162, ISBN 978 90 2636 874 5
- 'Mijn God: alles beter dan Zeist' in: Hard gras 2024, nr 159, ISBN 978 90 2636 663 5
- De Wageningse Berg in: Hard gras 2024, nr 158, ISBN 978 90 2636 662 8
- [met Dorien Pessers] Van landbouw naar landschap, Landschap (tijdschrift) 2010-1, p. 35-39
- Klimaatinclusief bos of chainsaw massacre?, Nederlands Juristenblad 2019-20, p. 1477v
- De Omgevingswet: een juridisch discutabele exercitie, Tijdschrift Omgevingsrecht 2021, 27-31
- Het vergeten landschap, Ruimte+Wonen 2019, p. 32-41
- Rethinking European nature conservation legislation: towards sustainable development, Journal for European Environmental & Planning Law, 2013, p. 72-84 DOI 10.1163/18760104-01001005
- [first author] Implementing sustainable development into one integrated domestic environmental legislative act. A law comparison between two frontrunners: New Zealand and The Netherlands, European Energy and Environmental Law Review 2020, p. 240-244
- Innovating European nature conservation law by introducing ecosystem services, GAiA  2014 (23/2), p. 88-92 ISSN 0940-5550
- Concurring regulation in European forest law, GAiA 2013 (22/3), p. 166-168 ISSN 0940-5550
- [first author] Barriers for the ecosystem services concept in European water and nature conservation law, Ecosystem Services 2018, p. 223-227
- [co-author] Identifying uncertainties in judging the significance of human impacts on Natura 2000 sites, Environmental Science & policy 2009, 912-921
- [co-author] The compatibility of the Habitats Directive with the novel EU Green Infrastructure Policy, European Energy and Environmental Law Review 2014, p. 36-44

### Interviews
https://www.wur.nl/nl/nieuws/recht-is-belangrijker-dan-beleid-afscheidsbundel-fred-kistenkas.htm
https://www.wur.nl/nl/nieuws-wur/radio-televisie/rtv/fred-kistenkas-in-het-gesprek-over-de-natuur-in-flevoland.htm
https://www.gebiedsontwikkeling.nu/artikelen/verandert-de-rechtsstaat-in-een-beleidsstaat/
https://www.h2owaternetwerk.nl/h2o-podium/opinie/zet-water-in-de-grondwet
https://www.omroepflevoland.nl/nieuws/376508/twee-plusjes-voor-flevolandse-natuur-je-komt-hier-meer-vossen-tegen-dan-mensen
https://www.binnenlandsbestuur.nl/ruimte-en-milieu/ravijnjaar/fred-kistenkas-we-krijgen-niks-meer-van-de-grond
https://www.dewoudenberger.nl/lokaal/mensen/1019802/professor-schrijft-afscheidsbundel-over-woudenbergse-natuur-h#closemodal

### Blog
https://www.njb.nl/blogs/klimaatinclusief-bos-of-chainsaw-massacre/

### Podcast
https://www.youtube.com/watch?v=Lyh9T_OEqZY
- Gemeinsame Normdatei: 1158124945
- International Standard Name Identifier: 0000 0000 2954 0693
- Library of Congress Control Number: n90671289
- Nederlandse Thesaurus van Auteursnamen: 074571559
- Virtual International Authority File: 63170498
- WorldCat: E39PCjCrTJCbHFDVj73hbp4C33